# Catocala hampsoni
Catocala hampsoni är en fjärilsart som beskrevs av John Henry Leech 1900. Catocala hampsoni ingår i släktet Catocala och familjen nattflyn. Inga underarter finns listade i Catalogue of Life.